# Potensrække
I matematikken er en potensrække (i en variabel) en uendelig række på formen
{\displaystyle \sum _{n=0}^{\infty }a_{n}\left(z-c\right)^{n}=a_{0}+a_{1}(z-c)+a_{2}(z-c)^{2}+a_{3}(z-c)^{3}+\cdots ,}
hvor an er den n'te koefficient, c er en konstant, og z tager værdier omkring c (hvorfor man af og til taler om, at rækken har centrum i c). Tallene an, c og n er typisk reelle eller komplekse. Rækkerne opstår ofte som Taylorpolynomiet af en givet funktion.
I mange situationer er c lig nul; eksempelvis ved Maclaurinrækkerne.
I disse tilfælde bliver rækken til det simplere
{\displaystyle \sum _{n=0}^{\infty }a_{n}z^{n}=a_{0}+a_{1}z+a_{2}z^{2}+a_{3}z^{3}+\cdots .}

## Eksempler
Ethvert polynomium kan let udtrykkes som en potensrække med centrum i c. For eksempel kan polynomiet {\displaystyle f(x)=x^{2}+2x+3} skrives som en potensrække med centrum {\displaystyle c=0}, idet
{\displaystyle f(x)=3+2x+1x^{2}+0x^{3}+0x^{4}+\cdots \,}
eller med centrum {\displaystyle c=1} som
{\displaystyle f(x)=6+4(x-1)+1(x-1)^{2}+0(x-1)^{3}+0(x-1)^{4}+\cdots \,}
eller med et vilkårligt andet centrum. Man kan ofte betragte potensrækker som "polynomier af uendelig grad," selvom potensrækker ikke er polynomier.
Den geometriske række, hvor alle koefficienterne er lig 1,
{\displaystyle {\frac {1}{1-x}}=\sum _{n=0}^{\infty }x^{n}=1+x+x^{2}+x^{3}+\cdots ,}
som er gyldig for {\displaystyle x\in \{z\in \mathbb {C} \mid |z|<1\}} er en af de vigtigste eksempler på en potensrække. Det samme gælder eksponentialfunktionen
{\displaystyle e^{x}=\sum _{n=0}^{\infty }{\frac {x^{n}}{n!}}=1+x+{\frac {x^{2}}{2!}}+{\frac {x^{3}}{3!}}+\cdots .}
Disse potensrækker er også eksempler på Taylorrækker. Der findes imidlertid også potensrækker, der ikke er Taylorrækken for nogen funktioner; eksempelvis
{\displaystyle \sum _{n=0}^{\infty }n!x^{n}=1+x+2!x^{2}+3!x^{3}+\cdots .}
Negative eksponenter tillades ikke i potensrækker – f.eks. betragtes rækken {\displaystyle 1+x^{-1}+x^{-2}+\cdots } ikke som en potensrække (selv om det er en Laurentrække). På samme måde tillades ikke brøkeksponenter som f.eks. {\displaystyle x^{1/2}} (se Puiseuxrække). Koefficienterne {\displaystyle a_{n}} må ikke afhænge af {\displaystyle x}, så 
{\displaystyle \sin(x)x+\sin(2x)x^{2}+\sin(3x)x^{3}+\cdots \,} er f.eks. ikke en potensrække.

## Konvergensradius
En potensrække vil konvergere for bestemte værdier af variablen x (mindst for x = c), og kan divergere for andre. Der findes altid et tal r med 0 ≤ r ≤ ∞ sådan, at rækken konvergerer, når |x − c| < r og divergerer, når |x − c| > r. Tallet r kaldes rækkens konvergensradius; generelt er den givet ved
{\displaystyle r=\liminf _{n\to \infty }\left|a_{n}\right|^{-{\frac {1}{n}}}}
eller, ækvivalent, 
{\displaystyle r^{-1}=\limsup _{n\to \infty }\left|a_{n}\right|^{\frac {1}{n}}}
(se limes superior og limes inferior). En lettere måde at beregne den, er
{\displaystyle r=\lim _{n\to \infty }\left|{a_{n} \over a_{n+1}}\right|,}
hvis denne grænse eksisterer.
Rækken konvergerer absolut for |x – c| < r, og den konvergerer uniformt på enhver lukket og begrænset delmængde af {\displaystyle \{x\mid |x-c|<r\}.}
For |x – c| = r er det ikke muligt at lave et generelt udsagn om, hvorvidt rækken konvergerer eller divergerer. Dog siger Abels sætning, at rækkens sum er kontinuert i x, hvis rækken konvergerer i x.